# Khanqah de Nadir Divambegui
O Khanqah de Nadir Divambegui ou Khanaka Divanbegi (em usbeque: Nodir Devonbegi xonaqohi) é um khanqah (albergue de dervixes e outros sufis) no centro histórico de Bucara, um sítio classificado como Património Mundial pela UNESCO no Usbequistão. Juntamente com a Madraça Kukeldash e a Madraça Divambegui forma o conjunto monumental Lyab-i Hauz. Situa-se na extremidade ocidental desse conjunto e foi construído entre 1619 e 1623 pelo vizir Nadir Divambegui, tio materno de Imã Culi Cã (Imam Quli Khan ou Imomqulixon) o monarca do Canato de Bucara entre 1611 e 1641.

## Descrição
O khanqah forma um kosh (par de edifícios no mesmo eixo em frente um do outro) com a madraça homónima, situada em frente, do outro lado do hauz (lago artificial) que dá o nome ao Lyab-i Hauz. Ambos os edifícios e o hauz foram construídos na mesma altura, quando foi criado o conjunto Lyab-i Hauz. O khanqah foi reconstruído várias vezes e foi totalmente restaurado por Syed Olimxon em 1914–1916, durante o reinado do último emir de Bucara, Maomé Alim Cã. O terceiro monumento do Lyab-i Hauz, a Madraça Kukeldash, construída cerca de 50 anos antes dos outros elementos do conjunto monumental, situa-se no lado norte do hauz.
O edifício tem uma planta retangular com uma área útil de 25 × 35 metros. O pishtaq (portal de estilo persa) da fachada oriental projeta-se acima do telhado do resto do edifício e a entrada ogival do ivã é coberta com mosaicos de faiança coloridos com desenhos geométricos e padrões florais. Os bordos do portal são emolduradas em três lados por faixas com inscrições caligráficas em azulejo. Grande parte dos azulejos e mosaicos foram restaurados, embora possivelmente o seu aspeto atual se afaste dos originais, já que fotografias do início do século XX mostram que já então estavam muito degradados. à parte do portal, a decoração do exterior é austera.
Durante algum tempo, chegou a haver ninhos de cegonhas no cimo do pishtaq, como acontecia em muitos dos edifícios mais altos de Bucara. Isso já não ocorre atualmente porque a maioria dessas aves foi vítima da elevada salinidade do solo devida à redução dos lençóis freáticos e aos efeitos do uso de pesticidas.
O edifício era um local de alojamento e de encontro de dervixes e peregrinos sufis, onde eram realizadas salás (orações diárias) e cerimónias sufis, que diferiam conforme as ordens sufis a que pertenciam. O salão central (zikr-khana), coberto por uma cúpula, funcionava como mesquita e tinha um grande mirabe na quibla, virado para Meca. O mirabe é apontado como o elemento mais belo do edifício, contendo uma série de muqarnas (abóbadas com estalactites) profusamente decoradas e pintadas com cores variadas.  À parte do mirabe, o resto do zikr-khana é caiado de branco, embora originalmente possa ter tido alguma decoração.
Em cada um dos lados do nicho em frente do mirabe há uma porta que dá acesso às hujras (celas usadas como dormitórios e locais de retiro), situadas nas esquinas do edifício. O zikr-khana era também usado como local de encontro da elite de Bucara com os mestres sufis que residiam no khanqah, onde os notáveis da cidade participavam nos rituais sufis e eram instruídos nas doutrinas sufis. Atualmente está ali instalado um museu de cerâmica.